# Бай Біб'яон Лігкаян Бігкай
Бай Біб'яон Лігкаян Бігкай — філіппінська еколог та лідерка «Лумаду». Це перша і єдина жінка-керівниця в історії народу Манобо.

## Діяльність
Є захисником прав корінних народів, а з 1994 року захисником родових земель Манобо та гірського хребта Пантарон. У гірському хребті Пантарон знаходиться один з найбільших пралісів, що залишились на Філіппінах. Ареал також постачає воду основних річок Мінданао, включаючи Мінданао, Пулангі, Давао, Таголоан та основні притоки річки Агусан. Бігкай дано почесне ім'я Бай, яке зарезервованийе для жінок Мінданаонського народу, а Біб'яон — титул Бігкая як вождя її племені.
Була серед лідерів, які виступили проти руйнівних рубок, які призвели б до знищення родових земель Манобо в Талайінгоді, Давао дель Норте.
Бігкай отримала від Філіппінського університету нагороду Гавад Танданг Сора в 2017 році за активну діяльність у боротьбі корінних народів за права людини та гідність. Її прославили як «Танданг-сору в селі … Матір'ю Лумадів, яка надихає революцію філіппінського народу на національне самовизначення і свободу».
Також нагороджена 5-ю Премією Героя навколишнього середовища (5th Gawad Bayani ng Kalikasan) у 2018 році.